# Liste der Hallenkirchen in Ungarn

▶ Liste(n) der Hallenkirchen – Übersicht
Unter den Hallenkirchen in Ungarn ist der Anteil mittelalterlicher Bauten vergleichsweise gering. Grund ist der Verfall und Verlust von Kirchen unter osmanischer Herrschaft und der massive Kirchenbau nach Wiederherstellung der christlichen Hoheit durch die Habsburger nach 1883. Im Habsburgerreich bevorzugte man allerdings Abseitensäle.

## Liste
Anzahl: 7
| Ort               | Kirche                                                  | Anmerkungen                                     | Fotos | Fotos                    |
| ----------------- | ------------------------------------------------------- | ----------------------------------------------- | ----- | ------------------------ |
| Békéscsaba        | Evangélikus nagytemplom (Evangelische Hauptkirche) (CC) | 1824, spätbarocke gewölbte Emporen-Staffelhalle |       |                          |
| Budapest          | Matthiaskirche                                          | gotisch, neugotisch erneuert                    |       |                          |
| Debrecen          | Csonkatemplom (Kleine Reformierte Kirche) (CC)          | Barock                                          |       |                          |
| Kaposvár          | Kathedrale (CC)                                         |                                                 |       | Innenfoto siehe          |
| Kiskunhalas       | Reformierte Kirche (CC)                                 | Barock                                          |       | Innenfoto siehe Facebook |
| Sárvár            | Szent László (CC)                                       | Barock                                          |       |                          |
| Sopron (Ödenburg) | „Geißkirche“ Mariä Himmelfahrt                          | gotisch                                         |       |                          |